# Triple sec

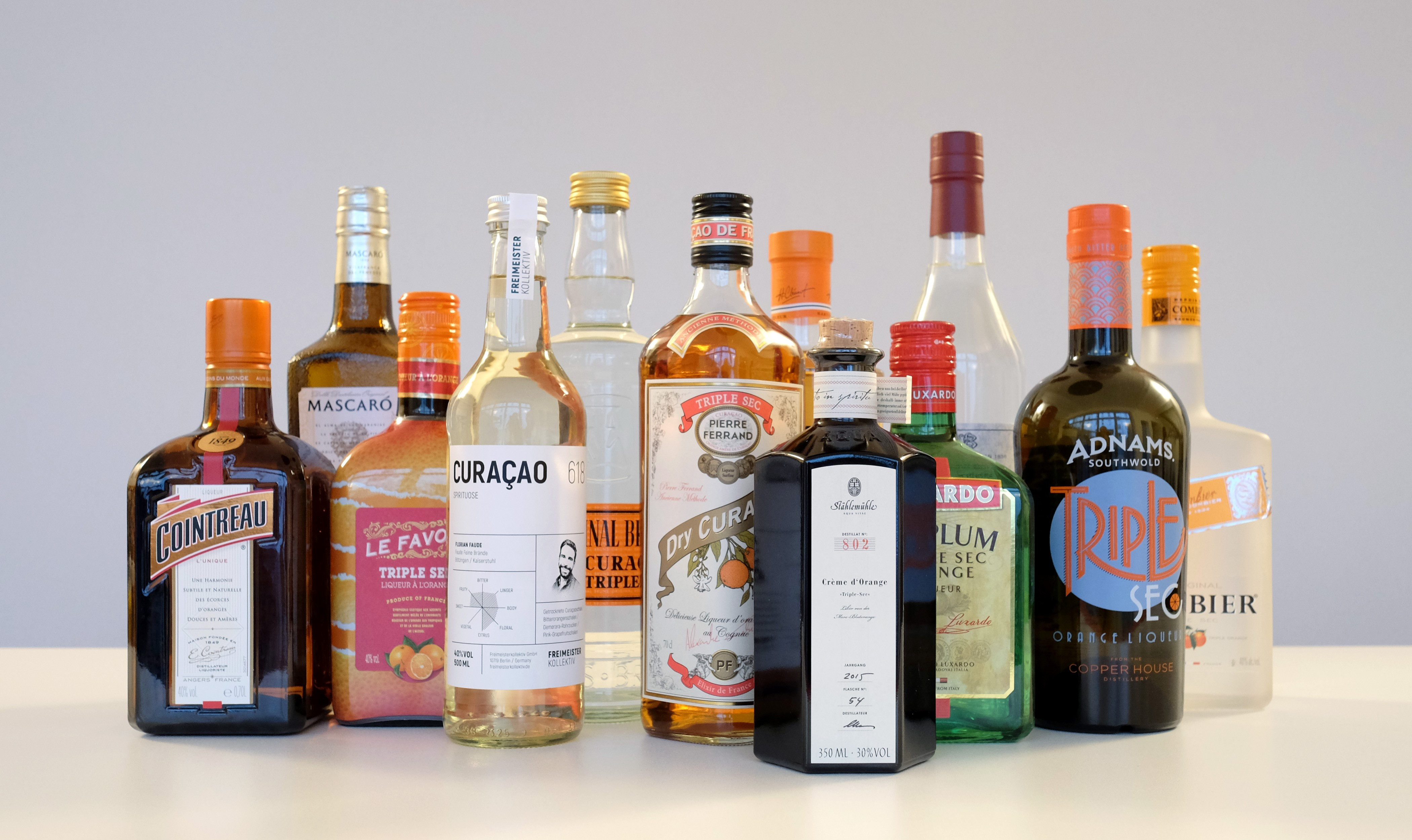
Butelki różnych marek Triple sec.

Triple sec – grupa słodkich likierów pomarańczowych zawierających 20-40% alkoholu. Likier sporządzany jest z nalewu na świeże i suszone skórki różnych odmian pomarańczy, łącznie z odmianą Curaçao. Nazwa w dosłownym tłumaczeniu to „potrójnie wytrawny”. Nie oznacza to jednak, że przeciętny Triple Sec jest 3 razy bardziej wytrawny niż Orange Curaçao. Wyraz „triple” oznacza w tym wypadku, że alkohol bazowy, na podstawie którego stworzony jest likier, był destylowany 3 razy.

## Historia
Triple sec został stworzony we Francji w XIX wieku. Uważa się, że jego produkcję zapoczątkował Jean-Baptiste Combier w 1834 roku w jego destylarni w Saumur lub Edouard Cointreau w roku 1875 w destylarni w Angers przejętej po ojcu. Spór o pierwszeństwo produkcji jest toczony przez marki Combier i Cointreau.